# ジェール - ショプロン線
ジェール - ショプロン線（ハンガリー語: Győr–Sopron-vasútvonal）は、ハンガリー国鉄の鉄道線の名称である。路線番号は8。

## 歴史
フォン・エアランガー男爵 (Viktor Alexander von Erlanger, 1840~1894) はフランツ・ヨーゼフ1世にジェール - ノイフェルト・アン・デア・ライター区間の鉄道敷設権を丁寧に要請した。1872年10月15日鉄道建設が最終的に許可されて、鉄道建設は1875年から始まった。しかし財政的な難点のため工事はゆっくり進行され、エアランガーは1875年2月にブダペストで会社を株式会社に転換した。グスタフ・ベルガーの監督で軌道はより早く建設され、1876年1月2日ジェール - ショプロン区間が開通できた。1879年10月この路線はエーベンフルトまで延伸された。鉄道運営権は90年間有効なこととなって、許可期間は続いて延長されていた。
第二次世界大戦の終戦後ハンガリーに社会主義政権が樹立されたが、運営機関であるGySEV株式会社は民間企業として残った。1959年から貨物の輸送量が増加して、1970年代からこの路線にもディーゼル機関車が走行している。1987年5月31日に電気エネルギー供給設備がこの路線に設置された。

## 運行形態
特急、普通について説明する。

### 特急「インターシティ(IC)」
下記2つの系統に分かれる。
- ブダペスト - ジェール - ショプロン
2時間に1本の運行。ジェール以東は1号線に直通する。ショプロンで、オーストリア国鉄524号線のヴィーナー・ノイシュタト方面と接続する。
2022,23年度は、日曜日限定で東行1本のみ、快速(IR)の種別で運行していた。
- ブダペスト - ジェール - チョルナ - ソンバトヘイ
2時間に1本の運行。ジェール以東は1号線に、チョルナ以南は16号線に直通する。

### 普通
- ザラエゲルセグ → チョルナ → ジェール　【夏季を除く休日運行】
片道一日1本の運行。チョルナ以西は16号線から直通する。停車駅は特急と同じ。
2019年末に運行を開始した。

- フェルテー・ターイ・ヴォナト号：　ノイジードル・アム・ゼー - フェルテーセントミクローシュ - ショプロン　【春・夏の土曜・休日運行】
季節限定で、一日2往復の運行。セントミクローシュ以東は9号線に直通する。フェルテーボズを通過する。
2024年度に運行を開始した。

- ジェール - ショプロン
2時間に1本の運行。午後以降は本数が増え、1-2時間に1本の運行となる。なお、ピンニェ、フェルテーボズは、約半数が停車する。

## 駅一覧
以下では、ハンガリー国鉄8号線の駅と営業キロ、停車列車、接続路線などを一覧表で示す。
- 種別
  - IC：特急
  - Sz：普通
- 停車駅
  - ■印：全列車停車
  - ●印：一部通過
  - ○印：一部停車
  - ｜印：全列車通過

| 路線名 | 駅名                           | 駅間営業キロ | 累計営業キロ | IC | Sz | 接続路線 | 所在地                           | 所在地         |
| ------ | ------------------------------ | ------------ | ------------ | -- | -- | --- | -------------------------------- | -------------- |
| 8      | ジェール駅                     | -            | 0.0          | ■  | ■  | 1号線（ミュンヘン方面、ブダペスト方面） 10号線（カポシュヴァール方面）、11号線（ヴェスプレーム方面）                        | ジェール・モション・ショプロン県 | ジェール郡     |
| 8      | イクレーニ駅                   | 9.0          | 9.0          | ｜ | ●  | | ジェール・モション・ショプロン県 | ジェール郡     |
| 8      | ラーバパトナ駅                 | 4.6          | 13.6         | ｜ | ●  | | ジェール・モション・ショプロン県 | ジェール郡     |
| 8      | エネセ駅                       | 3.0          | 16.6         | ｜ | ●  | | ジェール・モション・ショプロン県 | ジェール郡     |
| 8      | コーニ駅                       | 5.5          | 22.1         | ｜ | ●  | | ジェール・モション・ショプロン県 | チョルナ郡     |
| 8      | バージョグソヴァート駅(休止中) |              | (24.1)       | ｜ | ｜ | | ジェール・モション・ショプロン県 | チョルナ郡     |
| 8      | デル駅(休止中)                 |              | (28.2)       | ｜ | ｜ | | ジェール・モション・ショプロン県 | チョルナ郡     |
| 8      | チョルナ駅                     | 8.5          | 30.6         | ■  | ■  | 14号線（パーパ方面）、16号線（ソンバトヘイ方面）                                                                            | ジェール・モション・ショプロン県 | チョルナ郡     |
| 8      | ファラード駅                   | 4.1          | 34.7         | ｜ | ■  | | ジェール・モション・ショプロン県 | チョルナ郡     |
| 8      | ラーバタマーシ駅               | 2.3          | 37.0         | ｜ | ■  | | ジェール・モション・ショプロン県 | チョルナ郡     |
| 8      | サールフェルド駅               | 3.2          | 40.2         | ｜ | ■  | | ジェール・モション・ショプロン県 | カプヴァール郡 |
| 8      | ヴェスケーニ駅                 | 1.8          | 42.0         | ｜ | ●  | | ジェール・モション・ショプロン県 | カプヴァール郡 |
| 8      | カプヴァール駅                 | 3.9          | 45.9         | ■  | ■  | | ジェール・モション・ショプロン県 | カプヴァール郡 |
| 8      | ヴィトニェード・チェルマヨル駅 | 4.6          | 50.5         | ｜ | ●  | | ジェール・モション・ショプロン県 | カプヴァール郡 |
| 8      | ペテーハーザ駅                 | 7.5          | 58.0         | ｜ | ■  | | ジェール・モション・ショプロン県 | ショプロン郡   |
| 8      | フェルテーセントミクローシュ駅 | 2.3          | 60.3         | ■  | ■  | 9号線（ウィーン方面） | ジェール・モション・ショプロン県 | ショプロン郡   |
| 8      | ピンニェ駅                     | 6.8          | 67.1         | ｜ | ●  | | ジェール・モション・ショプロン県 | ショプロン郡   |
| 8      | フェルテーボズ駅               | 6.6          | 73.7         | ｜ | ●  | | ジェール・モション・ショプロン県 | ショプロン郡   |
| 8      | ヴァルフフュルデー駅(休止中)   |              | (77.2)       | ｜ | ｜ | | ジェール・モション・ショプロン県 | ショプロン郡   |
| 8      | ショプロン駅                   | 10.5         | 84.2         | ■  | ■  | 15号線（セントゴトハールド方面） オーストリア国鉄 512号線（ウィーン方面、ドイチュクロイツ方面） 524号線（ノイシュタト方面） | ジェール・モション・ショプロン県 | ショプロン郡   |